# Schwellenwerk Kirchseeon

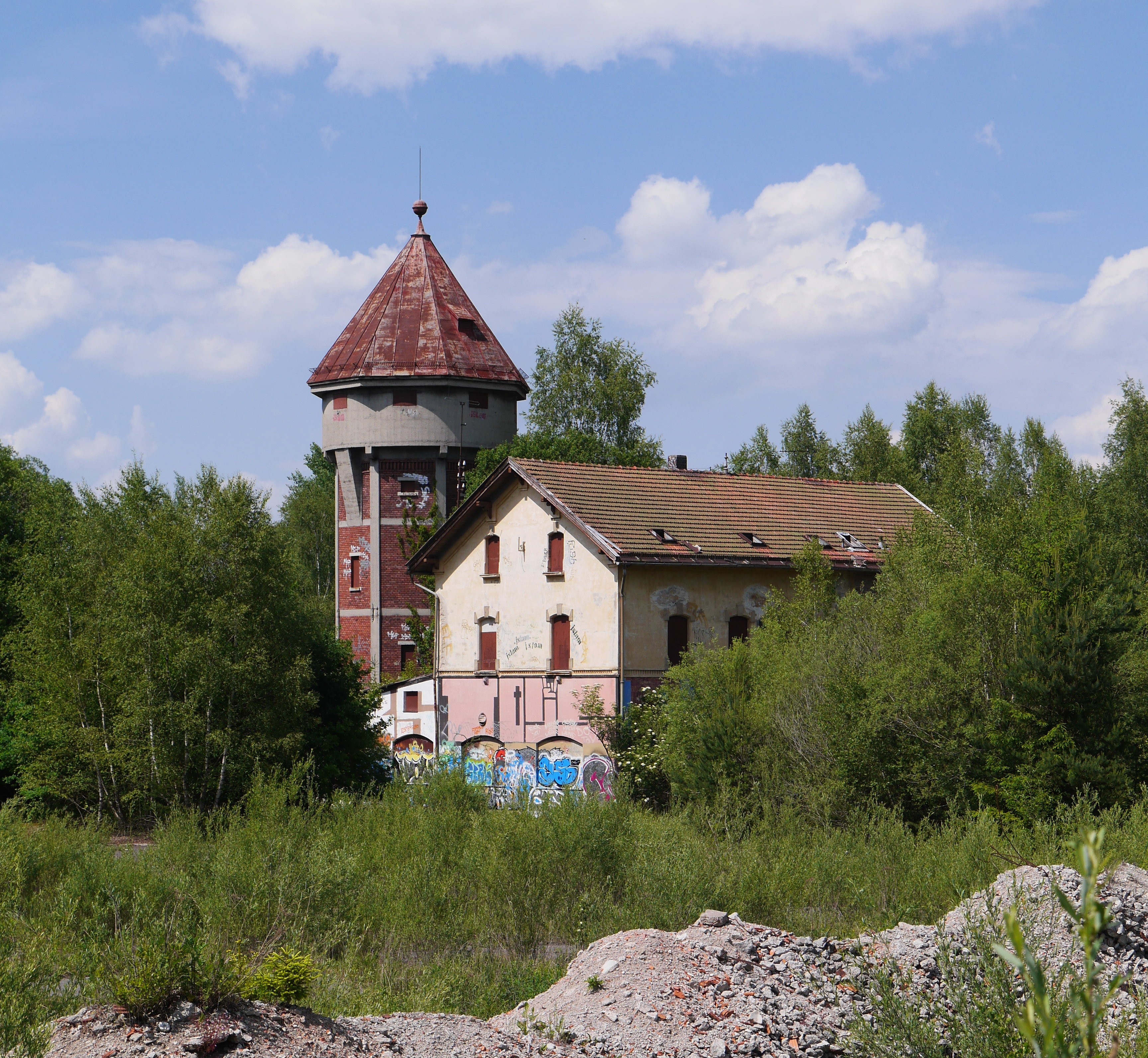
Wasserturm und Betriebsgebäude des Schwellenwerks

Das Schwellenwerk Kirchseeon war eine Fabrik zur Herstellung von Bahnschwellen in der oberbayerischen Gemeinde Kirchseeon. Das Werk ging 1869 für den Bau der Bahnstrecke München–Rosenheim in Betrieb und trug maßgeblich zum Aufschwung von Kirchseeon bei. 1958 wurde das Schwellenwerk durch die Deutsche Bundesbahn geschlossen und liegt, nach einer Zwischennutzung durch Fiat, brach. Das ehemalige Betriebsgebäude von 1895 und der Wasserturm von 1903 sind erhalten und stehen unter Denkmalschutz.

## Lage
Das Schwellenwerk erstreckte sich auf einer Länge von etwa einem Kilometer südlich der Bahnstrecke München–Rosenheim. An seiner breitesten Stelle reichte das Werk von der Strecke aus etwa 250 Meter nach Südwesten. Direkt nördlich des Werksgeländes liegt an der Bahnstrecke der Bahnhof Kirchseeon. Bei seiner Eröffnung befand sich das Werk mitten im Wald etwa 2,5 Kilometer südöstlich von Eglharting und 1,5 Kilometer westlich des alten Dorfkerns von Kirchseeon. Der neue Ortskern von Kirchseeon (Kirchseeon-Bahnhof) befindet sich nördlich des Werks auf der anderen Seite der Bahnstrecke. Über zwei Bahnübergänge im Nordwest- und Südostkopf des Bahnhofs war das Werk mit dem Ort verbunden. Die Schwellenwerksarbeitersiedlung von 1905 befand sich nördlich der Bahnstrecke, direkt am nordwestlichen Bahnübergang. An seiner Südwestseite grenzt das Werksgelände an den Wald. Der für die Holzlieferung genutzte Ebersberger Forst beginnt etwa 500 Meter nordöstlich des Werks jenseits des Ortsgebietes von Kirchseeon.

## Geschichte

### Eröffnung und Bau

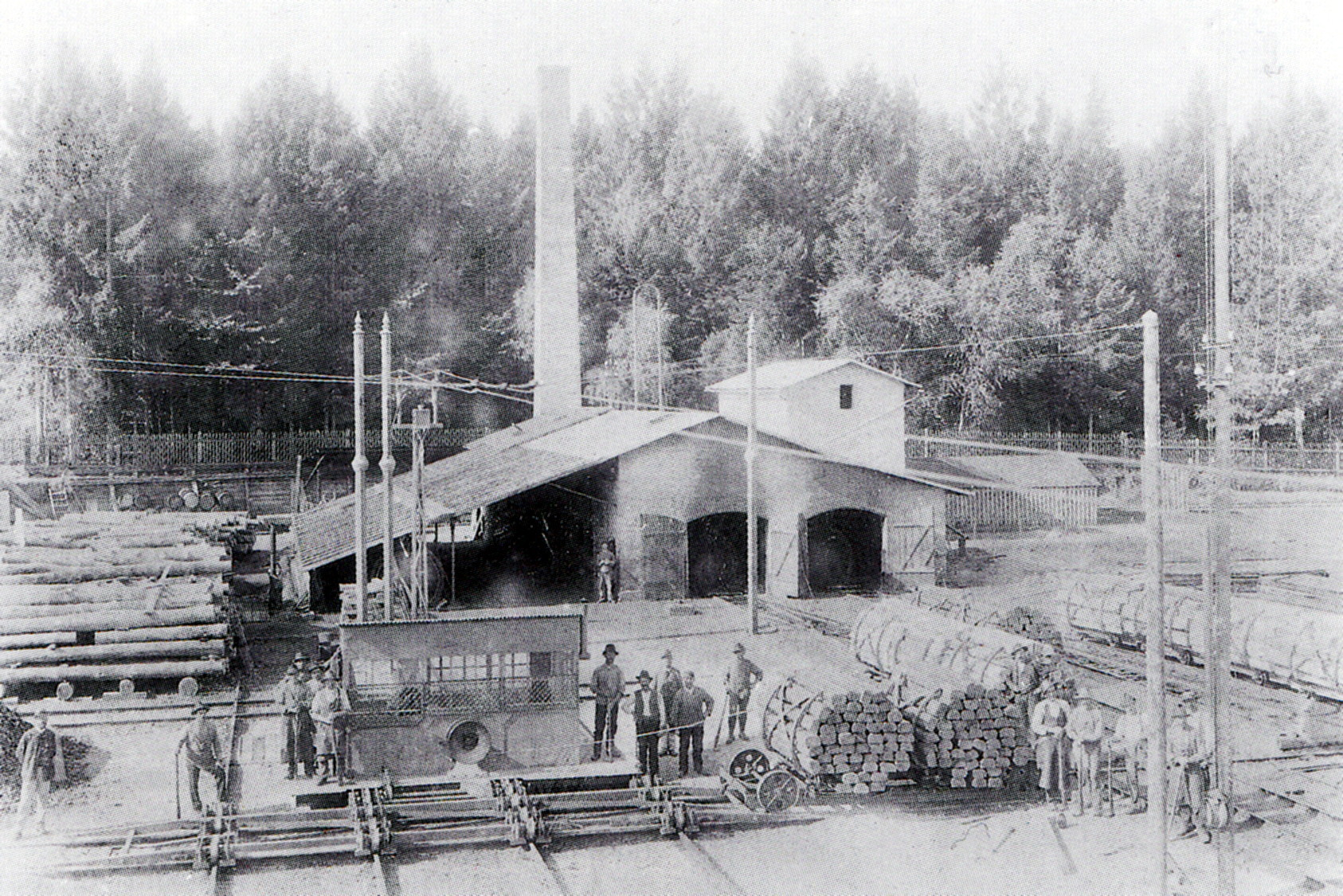
Alte Kyanisierhalle von 1869 bis 1910

Am 13. Mai 1868 beschloss die Bayerische Regierung die Errichtung der Bahnstrecke München–Rosenheim. Für die Herstellung der benötigten Eisenbahnschwellen sollte an der Strecke ein eigenes Schwellenwerk entstehen, für das aufgrund der Nähe zum Ebersberger Forst eine Lage im Osten der Gemeinde Eglharting ausgewählt wurde. 1868 erwarb die Königlich Bayerische Eisenbahnverwaltung ein 35 Tagwerk großes Gelände südlich der in Bau befindlichen Bahnstrecke, das im Wald zwischen den Ortschaften Eglharting und Kirchseeon gelegen war. Die bestehenden Fichtenwaldungen wurden im Herbst 1868 gerodet und das Baugelände bis 1869 planiert. Zur Wasserversorgung des Werks baute die Eisenbahnverwaltung zunächst einen 30 Meter tiefen Brunnen mit Pumpwerk. Ab Frühjahr 1869 wurden eine Kyanisierhalle mit Sublimathütte zur Imprägnierung der Schwellen und eine Dampfsäge mit einem Gatter errichtet. Außerdem entstanden ein Verwaltungsgebäude mit Büro und zwei Wohnungen, eine Schmiede, eine Schreinerei, eine Wächter- und eine Werkzeughütte sowie umfangreiche Gleisanlagen. Zur Anbindung des Schwellenwerks an das Schienennetz wurde der Streckenabschnitt von München bis Kirchseeon bereits 1869 so weit fertiggestellt, dass er von Materialzügen befahren werden konnte. Mitte 1869 nahmen die Königlich Bayerischen Staatseisenbahnen das Werk als Königliche Imprägnieranstalt Kirchseeon in Betrieb. Am 15. Oktober 1871 wurde die Bahnstrecke München–Rosenheim mit dem direkt nördlich des Werks gelegenen Bahnhof Kirchseeon schließlich eröffnet.
Im bisher unbewohnten Gebiet um die Fabrik und den Bahnhof entstand die Siedlung Kirchseeon-Station, die zunächst vor allem von Bahnarbeitern bewohnt wurde und später den Namen Kirchseeon-Bahnhof erhielt. Zunächst verarbeitete das Werk vor allem Fichtenholz aus dem Ebersberger Forst, das mit Pferdefuhrwerken antransportiert wurde. Das Fichtenholz erwies sich jedoch als wenig geeignet für die Schwellenherstellung und es wurde zunehmend Kiefernholz aus entfernteren Regionen mit der Eisenbahn über den werkseigenen Gleisanschluss angeliefert. In den folgenden Jahren stiegen die Fertigungszahlen des Schwellenwerks an, 1880 stellte das Werk 161.750 Schwellen her.

### Betriebszeit und Erweiterungen
Von 1889 bis 1892 wurden große Teile des Ebersberger Forsts von den Raupen der Nonne kahlgefressen. Zum Abtransport des Holzes entstand eine Waldbahn, die aus dem Forst zum Bahnhof Kirchseeon und zum Schwellenwerk führte. Um die dadurch stark steigende Holzzufuhr verarbeiten zu können, erweiterten die Bayerischen Staatsbahnen das Schwellenwerk. Das Sägewerk der Fabrik wurde auf fünf Gatter erweitert und es entstanden drei zusätzliche private Sägewerke auf dem Bahngelände. Das führte zu einem wirtschaftlichen Aufschwung für Kirchseeon. Durch den Anstieg der Arbeiterzahl des Werks wurde die Siedlung Kirchseeon-Bahnhof zum größten Ort der Gemeinde Eglharting.

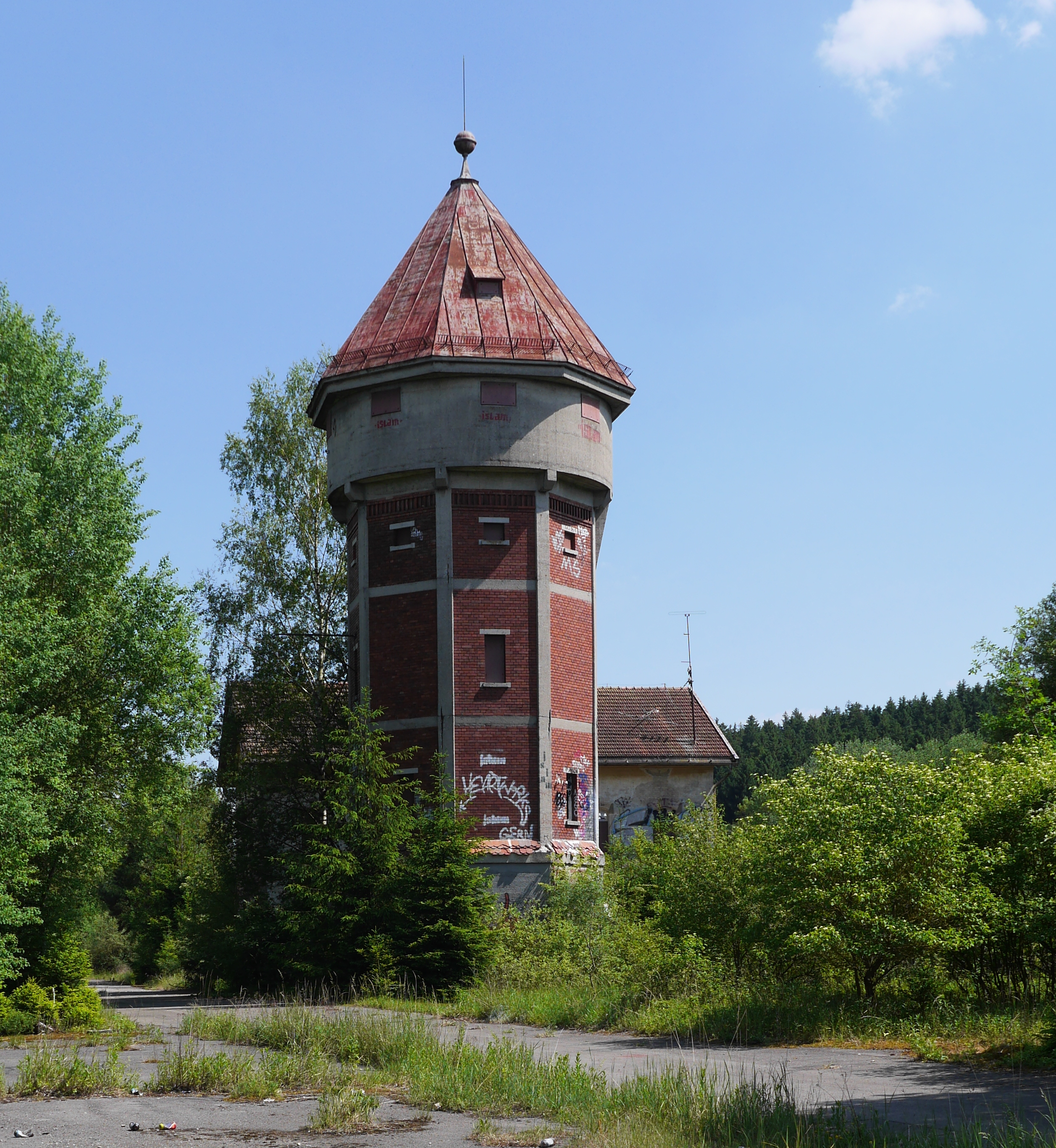
Wasserturm des Schwellenwerks

Von November 1902 bis 1903 errichteten die Bayerischen Staatsbahnen über dem Brunnenschacht des Werks einen 27 Meter hohen Wasserturm. Zwischen 1902 und 1910 wurden die drei Privatsägewerke wieder stillgelegt und stattdessen das bahneigene Sägewerk erneut vergrößert. Von 1905 bis 1906 entstand für die Arbeiter des Werks eine eigene Eisenbahnerwohnsiedlung nördlich der Bahnstrecke München–Rosenheim, die aus sieben Häusern entlang der Koloniestraße bestand. In den 1900er Jahren entwickelte Josef Bleibinhaus, seit 1894 Vorstand des Werks, ein neues Imprägnierverfahren für Schwellen. Dadurch erlangte das Schwellenwerk Kirchseeon internationale Bekanntheit und erhielt 1907 die amtliche Bezeichnung Schwellenwerkinspektion. Vom 1. Januar 1909 bis zum 31. Januar 1914 war Albert Gollwitzer Vorstand der Schwellenwerkinspektion.
1910 wurde die bisherige Kyanisierhalle von 1869 außer Betrieb genommen und durch eine größere Kyanisieranlage mit zwei Hallen ersetzt. Die nördliche Halle wurde zum Tränken von Weichenschwellen verwendet, die südliche Halle zum Tränken von Gleisschwellen. Anstelle des giftigen Quecksilbersublimats in der ersten Anlage verwendete die neue Kyanisieranlage zunächst Zinkchlorid und später Steinkohlenteeröl zur Imprägnierung der Schwellen. In den 1920er Jahren stellte die Deutsche Reichsbahn das Sägewerk und die Verladeanlagen des Schwellenwerks auf elektrische Maschinen um.
In den 1930er Jahren errichtete die Deutsche Reichsbahn eine zweite Sägehalle, sodass für den erhöhten Bedarf an Schwellen nun insgesamt acht Gatter zur Verfügung standen. Im Zweiten Weltkrieg wurde das Werk 1944 bei einem Luftangriff von Brandbomben getroffen. Die alte Sägehalle wurde dabei vollständig zerstört, sodass das Werk die Hälfte seiner Leistungsfähigkeit verlor.
Nach dem Ende des Krieges wurden nicht nur für den Schwellenbau, sondern auch für den Wiederaufbau der zerstörten Gebäude in der Umgebung dringend Sägekapazitäten benötigt. Im Herbst 1947 wurden daher Planungen zur Errichtung einer neuen Sägehalle auf dem Werksgelände aufgenommen. Im Dezember 1947 begannen die Bauarbeiten und am 15. Oktober 1948 wurde die neue Halle fertiggestellt. Da die benötigten Spezialmaschinen jedoch nicht verfügbar waren, konnte die Sägehalle den Betrieb erst 1950 vollständig aufnehmen. Bei ihrer Eröffnung galt die Sägehalle als eine der modernsten in Europa.

### Stilllegung und Nachnutzung
Anfang der 1950er Jahre plante die Deutsche Bundesbahn, das Schwellenwerk um etwa 24.000 Quadratmeter nach Süden zu erweitern und dort eine moderne Kyanisieranlage und neue Trockenplätze einzurichten. Diese Pläne wurden jedoch nicht mehr verwirklicht. Da der Betrieb zunehmend unrentabel wurde, beschloss die Deutsche Bundesbahn 1953 die Stilllegung des Schwellenwerks. 1958 stellte sie den Betrieb des Werks ein. Zuletzt waren noch 200 Personen im Werk beschäftigt, die mit der Einstellung in andere Bereiche versetzt wurden.
1964 übernahm der Autohersteller Fiat das 170.000 Quadratmeter große Gelände von der Deutschen Bundesbahn. Bei der Einrichtung des Reparatur- und Auslieferungslagers für Fiat- und Iveco-Fahrzeuge wurden die Anlagen des Schwellenwerks bis auf das Betriebsgebäude und den Wasserturm vollständig abgebrochen. Den vorhandenen Gleisanschluss des Werksgeländes nutzte Fiat zur Fahrzeuganlieferung weiter. 1982 löste Fiat das Auslieferungslager wieder auf; seitdem liegt das Gelände brach.
Aufgrund der Verwendung umweltgefährlicher Stoffe wie Quecksilbersublimats und Steinkohlenteeröl zur Imprägnierung der Schwellen sind der Boden und das Grundwasser auf dem ehemaligen Werksgelände erheblich belastet. Das Landratsamt Ebersberg schloss am 2. Februar 2001 einen Vertrag zur Sanierung des Geländes ab. Im September 2005 wurde dafür südlich des Bahnhofs Kirchseeon eine Grundwasserreinigungsanlage in Betrieb genommen, die bis 2016 insgesamt 4,7 Tonnen Teeröl aus dem Grundwasser abpumpte. Neben der Grundwasserreinigung wurden von 2005 bis 2016 außerdem 10,7 Tonnen reines Teeröl und 6,7 Kilogramm Quecksilber vom Gelände entsorgt.

## Bauwerke

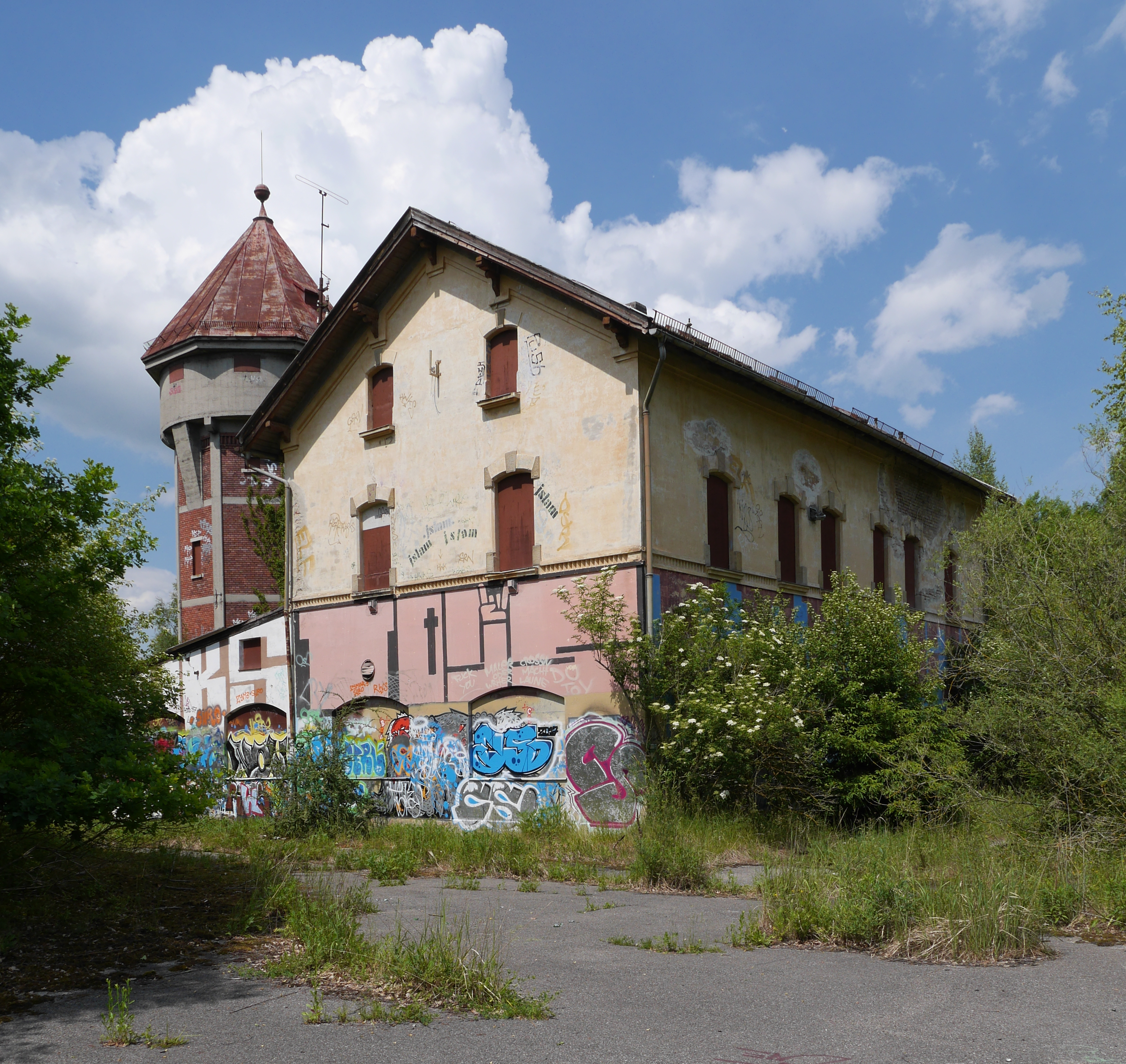
Betriebsgebäude und Wasserturm

Das ehemalige Betriebs- und Verwaltungsgebäude befindet sich in der Mitte des Werksgeländes. Das um 1895 errichtete Gebäude ist ein zweigeschossiger Bau mit Satteldach, an den sich nordwestlich ein eingeschossiger Anbau mit Pultdach anschließt. Das Gebäude verfügt über stichbogige Fensteröffnungen, die im Ober- und Dachgeschoss mit rustizierten Stützen versehen sind. Zwischen Erd- und Obergeschoss ist der Bau durch ein Gesims gegliedert. Das denkmalgeschützte Gebäude steht heute leer und befindet sich in schlechtem Zustand.
Direkt nördlich des Betriebsgebäudes steht der Wasserturm des Schwellenwerks. Er wurde von den Architekten Gebrüder Rank entworfen und von 1902 bis 1903 durch das Bauunternehmen Held & Francke über dem bestehenden Brunnenschacht errichtet. Der fünfgeschossige Turm ist 27 Meter hoch und weist einen oktogonalen Grundriss auf. Er ist in Stahlbetonskelettbauweise erstellt, die Zwischenräume sind mit Sichtziegelmauerwerk ausgefüllt. Im vorkragenden fünften Geschoss befindet sich in 15 Metern Höhe die Wasserstube, über der das achteckige Zeltdach sitzt. Bis zur Errichtung eines gemeindeeigenen Brunnens 1952 versorgte der Turm neben dem Schwellenwerk auch die Wohnhäuser von Kirchseeon-Bahnhof mit Wasser. 1986 mietete die SPD Kirchseeon den denkmalgeschützten Wasserturm an und renovierte ihn bis 1987. Der Turm wurde als Treffpunkt der Bevölkerung und für kulturelle Veranstaltungen genutzt und fortan als Roter Turm bezeichnet. 1993 wurde der Wasserturm aufgrund der Bodenverseuchung des Geländes für die weitere Nutzung gesperrt und steht seitdem leer.